# Chauliodoniscus armadilloides
Chauliodoniscus armadilloides is een pissebed uit de familie Haploniscidae. De wetenschappelijke naam van de soort is voor het eerst geldig gepubliceerd in 1916 door Hansen.